# Ithomia neglecta
Ithomia neglecta är en fjärilsart som beskrevs av Müller 1886. Ithomia neglecta ingår i släktet Ithomia och familjen praktfjärilar. Inga underarter finns listade i Catalogue of Life.